# Andrés Prieto Albert
Andrés Tomás Prieto Albert (nascut el 17 d'octubre de 1993) és futbolista professional valencià que juga com a porter per la SD Ponferradina.

## Carrera esportiva
Nascut a Alacant, Andrés entra al futbol base de l'Hèrcules CF en el 2001, amb 8 anys. En 2008 arriba al Reial Madrid, on provisionalment debuta el 2013 amb l'equip B, substituint Tomàs Mejías en la victòria del Reial sobre el Recreativo de Huelva. El 2014 és transferit a l'equip B del RCD Espanyol de la Segona Divisió B.

### Birmingham City
El 28 d'agost de 2020, Prieto va signar contracte per tres anys, amb opció a un quart, pel Birmingham City FC de l'Championship. Va debutar-hi en el primer partit de la temporada, una derrota per 1–0 a casa contra el Cambridge United en partit de l'EFL Cup.